# Альгірдас Буткявічюс
Альгірдас Буткявічюс (іноді Буткявічус, лит. Algirdas Butkevičius; нар. 19 листопада 1958) — литовський політик, 32-й прем'єр-міністр Литви від 22 листопада 2012 до 13 грудня 2016 року, лідер Соціал-демократичної партії Литви.

## Біографія
1977 року закінчив середню школу в Шедуві, 1984 — Вільнюський інженерно-будівельний інститут за фахом інженер-економіст, 1998 року закінчив Литовську академію управління. Також підвищував кваліфікацію в Каунасі, університетах Данії та США. Працював у Вілкавішкісі у царині будівництва й архітектури, 1991 року став заступником начальника Вілкавішкіської управи з питань економіки та фінансів, у 1995–1996 роках був директором з маркетингу компанії AB Vilkasta.
Короткий час був членом Компартії — 1985–1988, 1991 року вступив до лав СДПЛ, 1995 очолив Вілкавішкіське відділення партії. Від 1990 року — депутат місцевого самоврядування, 1996 був обраний до Сейму. У 2001–2004 роках працював у бюджетно-фінансовому комітеті.
У 2004–2005 роках був міністром фінансів, у 2006–2008 роках — міністром транспорту і зв'язку. У 2008–2009 роках виконував обов'язки керівника СДПЛ, 2009 його обрали головою партії на постійній основі. Того ж року брав участь у президентських виборах, на яких посів друге місце, виборовши 162 665 (11,8 %) голосів.

### Родина
- Дружина — Яніна;
- Дочка — Індрі;
- Син — Марті, загинув 2008, потрапив у ДТП, йому було 25.